# Jongny
Jongny ist eine politische Gemeinde im Distrikt Riviera-Pays-d’Enhaut des Kantons Waadt in der Schweiz.

## Geographie
Jongny liegt auf 639 m ü. M., 2 km nördlich des Bezirkshauptortes Vevey (Luftlinie). Das Dorf erstreckt sich beidseits des Tälchens des Ruisseau de Bergère, am steilen Südosthang des Mont Pèlerin, an aussichtsreicher Lage rund 260 m über dem Seespiegel des Genfersees und hoch über Vevey.
Die Fläche des 2,2 km² grossen Gemeindegebiets umfasst einen Abschnitt nahe dem Nordostufer des Genfersees. Der Gemeindeboden erstreckt sich vom Steilhang auf der rechten (nördlichen) Talseite der Veveyse nach Norden auf den breiten Sattel zwischen dem Mont Pèlerin im Westen und dem Mont Vuarat im Osten. Über diesen Sattel (753 m ü. M.) verläuft die Wasserscheide zwischen den Einzugsgebieten von Rhone und Rhein. Nach Norden reicht das Gebiet in einem schmalen Zipfel ins Quellgebiet der Biorde, die ihr Wasser der Broye (im Einzugsgebiet des Rheins) zuführt. Der höchste Punkt von Jongny wird mit 785 m ü. M. auf der Waldhöhe des Mont Choisy erreicht. Von der Gemeindefläche entfielen 1997 24 % auf Siedlungen, 20 % auf Wald und Gehölze, 54 % auf Landwirtschaft und etwas weniger als 1 % war unproduktives Land.
Zu Jongny gehören ausgedehnte Einfamilienhaussiedlungen und einige Einzelhöfe. Nachbargemeinden von Jongny sind Corsier-sur-Vevey und Chardonne im Kanton Waadt sowie Attalens im Kanton Freiburg.

## Bevölkerung
Mit 1915 Einwohnern (Stand 31. Dezember 2023) gehört Jongny zu den mittelgrossen Gemeinden des Kantons Waadt. Von den Bewohnern sind 83,8 % französischsprachig, 9,1 % deutschsprachig und 2,3 % englischsprachig (Stand 2000). Die Bevölkerungszahl von Jongny belief sich 1850 auf 279 Einwohner, 1900 auf 308 Einwohner. Seit 1960 (386 Einwohner) hat die Bevölkerung markant zugenommen, verbunden mit einer Vervierfachung der Einwohnerzahl innerhalb von 40 Jahren. Das Siedlungsgebiet von Jongny ist heute lückenlos mit demjenigen von Chardonne zusammengewachsen.

## Wirtschaft
Jongny war bis in die zweite Hälfte des 20. Jahrhunderts ein vorwiegend durch die Landwirtschaft geprägtes Dorf. Heute haben der Ackerbau und die Viehzucht nur noch einen geringen Stellenwert in der Erwerbsstruktur der Bevölkerung. Im untersten Teil des Gemeindegebietes wird auf wenigen Hektaren Weinbau betrieben.
Weitere Arbeitsplätze sind im lokalen Kleingewerbe und vor allem im Dienstleistungssektor vorhanden. Früher gab es in Jongny eine Ziegelei und eine Sägerei. Im Ort haben sich heute Unternehmen des Bau- und Transportgewerbes sowie der Werbebranche niedergelassen. In den letzten Jahrzehnten hat sich das Dorf dank seiner attraktiven Lage (mit Blick über den Genfersee zu den Alpen und im Südwesten bis zum Jura) zu einer Wohngemeinde entwickelt. Zahlreiche Erwerbstätige sind Wegpendler, die in der Region Vevey-Montreux, teilweise auch in Lausanne arbeiten.

## Verkehr
Die Gemeinde ist verkehrstechnisch gut erschlossen. Sie liegt an der alten Hauptstrasse von Vevey via Châtel-Saint-Denis nach Freiburg. Die nächsten Autobahnanschlüsse an die 1970 eröffnete A9 (Lausanne-Sion) befinden sich bei Chexbres (im Westen) und bei Vevey (im Osten), jeweils rund 6 km vom Ortskern entfernt. Durch einen Postautokurs, der von Vevey nach Châtel-Saint-Denis verkehrt, ist Jongny an das Netz des öffentlichen Verkehrs angebunden.

## Geschichte
Die erste urkundliche Erwähnung des Ortes erfolgte 1168 unter dem Namen Jaunie. Später erschienen die Bezeichnungen Jalnie und Galniei (im 12. Jahrhundert), Jongnye (1373) und Jongnyez (1522). Die Etymologie des Ortsnamens ist unbekannt.
Jongny liegt an der Stelle, wo zur Römerzeit die Heerstrassen von Aventicum (Avenches) und Lausanne zusammentrafen und dann entlang dem Ostufer des Genfersees via Octodurum (Martigny) zum Grossen Sankt Bernhard führten. Seit dem Mittelalter unterstand Jongny dem Bischof von Lausanne und gehörte zur Pfarrei Corsier. Zeitweise war Jongny ein Lehen der Familie von Blonay.
Mit der Eroberung der Waadt durch Bern im Jahr 1536 gelangte das Dorf unter die Verwaltung der Vogtei Lausanne. Nach dem Zusammenbruch des Ancien Régime gehörte Jongny von 1798 bis 1803 während der Helvetik zum Kanton Léman, der anschliessend mit der Inkraftsetzung der Mediationsverfassung im Kanton Waadt aufging. 1798 wurde es dem Bezirk Vevey zugeteilt. Jongny war Teil der grossen Pfarrei Corsier und wurde erst mit der Abtrennung 1816 eine politisch selbständige Gemeinde. Ende des 19. Jahrhunderts wurden die ersten Hotels errichtet. Jongny besitzt keine eigene Kirche, es gehört zur Pfarrei Chardonne.